# 文仁柱
文 仁柱（ムン・インジュ、朝: 문인주、1999年8月22日 - ）は、埼玉県出身のプロサッカー選手。北朝鮮代表。Jリーグ・ポジションはMF。

## 来歴
2020年、U-23北朝鮮代表メンバーとして2020年東京五輪予選を兼ねていたAFC U-23選手権2020に参加。
2021年11月、2022年からのガイナーレ鳥取加入内定が発表された。
2024年、FC岐阜へ完全移籍。
2024年1月、北朝鮮代表に初招集される。3月21日・26日のワールドカップ・アジア2次予選の日本戦2試合に向けた北朝鮮代表メンバーにも選出され、21日に国立競技場で開催された日本とのアウェイ戦で後半から途中出場し、北朝鮮代表デビューを飾る。

## 所属クラブ
- 埼玉朝鮮初中級学校初級部
- 埼玉朝鮮初中級学校中級部
- 東京朝鮮中高級学校高級部
- 朝鮮大学校
- 2022年 - 2023年  ガイナーレ鳥取
- 2024年 -  FC岐阜

## 個人成績
| 国内大会個人成績 | 国内大会個人成績 | 国内大会個人成績 | 国内大会個人成績 | 国内大会個人成績 | 国内大会個人成績 | 国内大会個人成績 | 国内大会個人成績 | 国内大会個人成績 | 国内大会個人成績 | 国内大会個人成績 | 国内大会個人成績 |
| 年度             | クラブ           | 背番号           | リーグ           | リーグ戦         | リーグ戦         | リーグ杯         | リーグ杯         | オープン杯       | オープン杯       | 期間通算         | 期間通算         |
| 年度             | クラブ           | 背番号           | リーグ           | 出場             | 得点             | 出場             | 得点             | 出場             | 得点             | 出場             | 得点             |
| 日本             | 日本             | 日本             | 日本             | リーグ戦         | リーグ戦         | リーグ杯         | リーグ杯         | 天皇杯           | 天皇杯           | 期間通算         | 期間通算         |
| ---------------- | ---------------- | ---------------- | ---------------- | ---------------- | ---------------- | ---------------- | ---------------- | ---------------- | ---------------- | ---------------- | ---------------- |
| 2022             | 鳥取             | 25               | J3               | 15               | 1                | -                | -                | 1                | 0                | 16               | 1                |
| 2023             | 鳥取             | 6                | J3               | 34               | 1                | -                | -                | 1                | 0                | 35               | 1                |
| 2024             | 岐阜             | 22               | J3               | 30               | 2                | 0                | 0                | 1                | 0                | 31               | 2                |
| 2025             | 岐阜             | 22               | J3               |                  |                  |                  |                  |                  |                  |                  |                  |
| 通算             | 日本             | 日本             | J3               | 79               | 4                | 0                | 0                | 3                | 0                | 82               | 4                |
| 総通算           | 総通算           | 総通算           | 総通算           | 79               | 4                | 0                | 0                | 3                | 0                | 82               | 4                |

- Jリーグ初出場 - 2022年6月19日 J3第13節 vsテゲバジャーロ宮崎（Axisバードスタジアム）
- Jリーグ初得点 - 2022年10月23日 J3第30節 vsギラヴァンツ北九州（ミクニワールドスタジアム北九州）

## 代表歴
- 国際Aマッチ初出場 - 2024年3月21日 - 2026 FIFAワールドカップ・アジア2次予選 vs日本代表（国立競技場）

出場大会
- 2020年 U-23北朝鮮代表
  - AFC U-23選手権2020
- 2024年- 北朝鮮代表
  - 2026 FIFAワールドカップ・アジア2次予選

### 試合数
- 国際Aマッチ 1試合 0得点（2024年-）[5]

| 北朝鮮代表 | 国際Aマッチ | 国際Aマッチ |
| 年         | 出場        | 得点        |
| ---------- | ----------- | ----------- |
| 2024       | 1           | 0           |
| 通算       | 1           | 0           |

## タイトル

### クラブ
ガイナーレ鳥取
- 鳥取県サッカー選手権大会：2回（2022年、2023年）